# Street Fighter EX 2 Plus
 (août 2015).
Si vous disposez d'ouvrages ou d'articles de référence ou si vous connaissez des sites web de qualité traitant du thème abordé ici, merci de compléter l'article en donnant les références utiles à sa vérifiabilité et en les liant à la section « Notes et références ».
Street Fighter EX 2 Plus est un jeu vidéo de combat en un contre un, développé par Arika, édité par Capcom et publié par ces derniers en juin 1999 sur le système d'arcade Sony ZN-2. C'est le quatrième titre de la série Street Fighter EX,, dont il est la version améliorée du second opus.

## Description
Le 24 décembre 1999, Street Fighter EX 2 Plus est porté sur console, en l'occurrence la PlayStation. Il induit les différents modes de jeu de son prédécesseur Street Fighter EX+α, notamment le mode Expert qui fut la grande nouveauté du premier opus, et y adjoint divers autres modes bonus comme le cassage de satellite ou encore le combat contre un Cycloid β ne pouvant être vaincu que sous l'emprise du nouveau mode Excel, l'originalité gameplay principale d'EX2.

## Système de jeu
Le jeu reprend le même principe de jeu que Street Fighter EX 2 : Deux combats en 1-contre-1 entre le personnage choisi par l'adversaire et un personnage au hasard (parmi les principaux), suivi du premier Bonus Game (contre Cycloid β), puis deux autres combats, puis le second Bonus Game (le brise-satellite), suivi de trois combats : l'un contre un personnage au hasard, le second contre Sagat et le troisième contre M.Bison. Au cas où le joueur a vaincu tous ses adversaires sans perdre un seul combat, le 8e et dernier combat l'opposera au boss final, Bison II.
Le joueur doit remporter chaque combat pour continuer. S'il perd un combat (s'il est mis K.O. deux fois de suite par son adversaire), il doit remettre un crédit dans les 20 secondes, sans quoi la partie est terminée.
Parmi les ajouts les plus notables par rapport à EX2 : les Meteor Combos, qui consistent en super combos surpuissants (la prémisse des futurs Ultra Combos) nécessitant une jauge de combo remplie.  EX, EX+ et EX2 disposaient déjà de Super Combos de niveau 3, mais seulement pour certains personnages. EX2+ les rend systématiques : Chaque personnage en dispose désormais d'un. Autre petite nouveauté mineure par rapport à EX2 : le Mode Excel permet désormais d'enchainer le même coup plusieurs fois de suite, alors que dans EX2 cela était impossible (il fallait obligatoirement enchainer un autre coup à la suite du premier.).

## Personnages
Tous les personnages principaux sont disponibles dès le départ. Les cachés doivent être déverrouillés, les boss sont non-sélectionnables. Hayate n'est disponible que dans le portage PlayStation du titre.

### Principaux
- Ryu
- Ken Masters
- Chun-Li
- Zangief
- Guile
- Blanka
- Dhalsim
- Vega
- Sagat
- M. Bison
- Hokuto Mizukami
- Nanase Mizukami
- Pullum Purna
- Doctrine Dark
- Cracker Jack
- Skullomania
- Darun Mister
- Sharon Dame
- Area
- Vulcano Rosso

### Cachés
- Kairi Mizukami
- Hayate (PlayStation uniquement)
- Garuda
- Shadowgeist

### Boss
- M. Bison II
- Cycloid β
- ARK-99

## Divers
- Vulcano Rosso et Area sont les nouveaux personnages apportés à la franchise par ce titre. Sagat, le légendaire boss final du tout premer opus, fait également son retour et son apparition dans la série Street Fighter EX.
- Sharon Dame est le tout premier personnage de la franchise à utiliser une arme à feu au combat.
- Nanase Mizukami, cachée dans le jeu EX2 original, est désormais sélectionnable immédiatement. À l'inverse,
- Hayate, pourtant présent de la version arcade originale du jeu, est supprimé de la version arcade du titre EX2+. Il n'apparait donc que sur le portage PlayStation du titre, et en tant que personnage caché à débloquer. C'est le quatrième personnage de toute la franchise, après Geki (Street Fighter I), Vega (Street Fighter II), et Sodom (Street Fighter Alpha), à utiliser une arme blanche au combat.
- Malgré les retours de M. Bison, Pullum Purna et Darun Mister (tous trois présents dans Street Fighter EX1 mais absents de la version originale de Street Fighter EX2), les autres absents pourtant présents dans EX1, à savoir Allen Snider, Blair Dame et surtout Akuma, sont tous trois complètement absents du second opus. Les deux premiers sont réservés par Arika dans leur propre titre exclusif, Fighting Layer, le troisième est complètement absent du second opus.

## Portage
- PlayStation : : 24 décembre 1999  : 31 mai 2000

## Accueil
À sortie sur PlayStation, le jeu reçoit la note de 8/10 sur Gamekult.
En 2014, Marcus souligne la qualité des graphismes, encore plus précis que ceux des précédents jeux.